# Ak. Hafiy Tajuddin Rositi
Ak. Hafiy Tajuddin Rositi (ur. 4 lipca 1991 w Bandar Seri Begawan) – brunejski lekkoatleta, sprinter.
W 2014 został zdyskwalifikowany na dwa lata za stosowanie niedozwolonego dopingu (do 24 grudnia 2015).

## Osiągnięcia
| Rok  | Impreza                   | Miejsce | Konkurencja        | Lokata     | Wynik   |
| ---- | ------------------------- | ------- | ------------------ | ---------- | ------- |
| 2011 | Mistrzostwa Azji          | Kobe    | bieg na 400 metrów | eliminacje | 49,81   |
| 2011 | Mistrzostwa Azji          | Kobe    | bieg na 800 metrów | eliminacje | 2:00,58 |
| 2011 | Mistrzostwa świata        | Daegu   | bieg na 400 metrów | eliminacje | 50,12   |
| 2012 | Halowe mistrzostwa świata | Stambuł | bieg na 400 metrów | eliminacje | 51,02   |
| 2012 | Igrzyska olimpijskie      | Londyn  | bieg na 400 metrów | eliminacje | 48,67   |
| 2013 | Mistrzostwa świata        | Moskwa  | bieg na 400 metrów | eliminacje | 49,98   |

Halowy rekordzista Brunei w biegu na 400 metrów – 51,02 (2012).